# Mata d'Armanyac
Mata d'Armanyac, en ortografia antiga Matha d'Armanyach (Comtat d'Armanyac?, 1347 - Saragossa, 13 de juliol de 1378) fou duquessa consort de Girona i de Cervera. El seu nom s'ha volgut fer equivaldre a "Marta" i a "Mateua" (en francès, Mathée); en realitat, sembla que és un diminutiu de Matilde. Era filla de Joan I, comte d'Armanyac, i Beatriu de Clermont, besneta de Lluís IX de França.

## Família
Mata pertanyia al llinatge de Lomanha, comtes d'Armanyac, de Fesenzac i de Rodés, i per via materna descendia de la dinastia Valois que dirigia el Regne de França.
Genealogia simplificada de Mata d'Armanyac:
|  |  |  |  |  |  | * naixement = matrimoni † defunció                                 | * naixement = matrimoni † defunció                                 | * naixement = matrimoni † defunció                                 | * naixement = matrimoni † defunció                                 | * naixement = matrimoni † defunció                                 | * naixement = matrimoni † defunció                                 |                                                                                 |                                                                                 |                                                                                 |                                                                                 |                                                                                 |                                                                                 |                                                  |                                                  |                                                  |                                                  |                                                  |                                                  |                 |                 | Lluís IX de França, el Sant rei de França (1226-1270) †1270           | Lluís IX de França, el Sant rei de França (1226-1270) †1270 | Lluís IX de França, el Sant rei de França (1226-1270) †1270 | Lluís IX de França, el Sant rei de França (1226-1270) †1270 | Lluís IX de França, el Sant rei de França (1226-1270) †1270 | Lluís IX de França, el Sant rei de França (1226-1270) †1270 |                                                               |                                                               |                                                               |                                                               |                                                               |                                                               |                              |                              |                              |                              |                              |                              |  |  |  |  |  |  |  |  |
|  |  |  |  |  |  | * naixement = matrimoni † defunció                                 | * naixement = matrimoni † defunció                                 | * naixement = matrimoni † defunció                                 | * naixement = matrimoni † defunció                                 | * naixement = matrimoni † defunció                                 | * naixement = matrimoni † defunció                                 |                                                                                 |                                                                                 |                                                                                 |                                                                                 |                                                                                 |                                                                                 |                                                  |                                                  |                                                  |                                                  |                                                  |                                                  |                 |                 | Lluís IX de França, el Sant rei de França (1226-1270) †1270           | Lluís IX de França, el Sant rei de França (1226-1270) †1270 | Lluís IX de França, el Sant rei de França (1226-1270) †1270 | Lluís IX de França, el Sant rei de França (1226-1270) †1270 | Lluís IX de França, el Sant rei de França (1226-1270) †1270 | Lluís IX de França, el Sant rei de França (1226-1270) †1270 |                                                               |                                                               |                                                               |                                                               |                                                               |                                                               |                              |                              |                              |                              |                              |                              |  |  |  |  |  |  |  |  |
|  |  |  |  |  |  |                                                                    |                                                                    |                                                                    |                                                                    |                                                                    |                                                                    |                                                                                 |                                                                                 |                                                                                 |                                                                                 |                                                                                 |                                                                                 |                                                  |                                                  |                                                  |                                                  |                                                  |                                                  |                 |                 | Robert de França comte de Clermont (Beauvaisis) senyor de Borbó †1317 |                                                             |                                                             |                                                             |                                                             |                                                             |                                                               |                                                               |                                                               |                                                               |                                                               |                                                               |                              |                              |                              |                              |                              |                              |  |  |  |  |  |  |  |  |
|  |  |  |  |  |  |                                                                    |                                                                    |                                                                    |                                                                    |                                                                    |                                                                    |                                                                                 |                                                                                 |                                                                                 |                                                                                 |                                                                                 |                                                                                 |                                                  |                                                  |                                                  |                                                  |                                                  |                                                  |                 |                 |                                                                       |                                                             |                                                             |                                                             |                                                             |                                                             |                                                               |                                                               |                                                               |                                                               |                                                               |                                                               |                              |                              |                              |                              |                              |                              |  |  |  |  |  |  |  |  |
|  |  |  |  |  |  | Bernat VI d'Armanyac comte d'Armanyac i de Fesenzac *c. 1275 †1319 | Bernat VI d'Armanyac comte d'Armanyac i de Fesenzac *c. 1275 †1319 | Bernat VI d'Armanyac comte d'Armanyac i de Fesenzac *c. 1275 †1319 | Bernat VI d'Armanyac comte d'Armanyac i de Fesenzac *c. 1275 †1319 | Bernat VI d'Armanyac comte d'Armanyac i de Fesenzac *c. 1275 †1319 | Bernat VI d'Armanyac comte d'Armanyac i de Fesenzac *c. 1275 †1319 |                                                                                 |                                                                                 |                                                                                 |                                                                                 |                                                                                 |                                                                                 | 2 Cecília de Rodés comtessa de Rodés =1298 †1312 | 2 Cecília de Rodés comtessa de Rodés =1298 †1312 | 2 Cecília de Rodés comtessa de Rodés =1298 †1312 | 2 Cecília de Rodés comtessa de Rodés =1298 †1312 | 2 Cecília de Rodés comtessa de Rodés =1298 †1312 | 2 Cecília de Rodés comtessa de Rodés =1298 †1312 |                 |                 | Joan de Clermont comte de Charolais *1283 †1316                       | Joan de Clermont comte de Charolais *1283 †1316             | Joan de Clermont comte de Charolais *1283 †1316             | Joan de Clermont comte de Charolais *1283 †1316             | Joan de Clermont comte de Charolais *1283 †1316             | Joan de Clermont comte de Charolais *1283 †1316             |                                                               |                                                               |                                                               |                                                               |                                                               |                                                               | 2 Joana d'Argies =1309 †1334 | 2 Joana d'Argies =1309 †1334 | 2 Joana d'Argies =1309 †1334 | 2 Joana d'Argies =1309 †1334 | 2 Joana d'Argies =1309 †1334 | 2 Joana d'Argies =1309 †1334 |  |  |  |  |  |  |  |  |
|  |  |  |  |  |  | Bernat VI d'Armanyac comte d'Armanyac i de Fesenzac *c. 1275 †1319 | Bernat VI d'Armanyac comte d'Armanyac i de Fesenzac *c. 1275 †1319 | Bernat VI d'Armanyac comte d'Armanyac i de Fesenzac *c. 1275 †1319 | Bernat VI d'Armanyac comte d'Armanyac i de Fesenzac *c. 1275 †1319 | Bernat VI d'Armanyac comte d'Armanyac i de Fesenzac *c. 1275 †1319 | Bernat VI d'Armanyac comte d'Armanyac i de Fesenzac *c. 1275 †1319 |                                                                                 |                                                                                 |                                                                                 |                                                                                 |                                                                                 |                                                                                 | 2 Cecília de Rodés comtessa de Rodés =1298 †1312 | 2 Cecília de Rodés comtessa de Rodés =1298 †1312 | 2 Cecília de Rodés comtessa de Rodés =1298 †1312 | 2 Cecília de Rodés comtessa de Rodés =1298 †1312 | 2 Cecília de Rodés comtessa de Rodés =1298 †1312 | 2 Cecília de Rodés comtessa de Rodés =1298 †1312 |                 |                 | Joan de Clermont comte de Charolais *1283 †1316                       | Joan de Clermont comte de Charolais *1283 †1316             | Joan de Clermont comte de Charolais *1283 †1316             | Joan de Clermont comte de Charolais *1283 †1316             | Joan de Clermont comte de Charolais *1283 †1316             | Joan de Clermont comte de Charolais *1283 †1316             |                                                               |                                                               |                                                               |                                                               |                                                               |                                                               | 2 Joana d'Argies =1309 †1334 | 2 Joana d'Argies =1309 †1334 | 2 Joana d'Argies =1309 †1334 | 2 Joana d'Argies =1309 †1334 | 2 Joana d'Argies =1309 †1334 | 2 Joana d'Argies =1309 †1334 |  |  |  |  |  |  |  |  |
|  |  |  |  |  |  |                                                                    |                                                                    |                                                                    |                                                                    |                                                                    |                                                                    |                                                                                 |                                                                                 |                                                                                 |                                                                                 |                                                                                 |                                                                                 |                                                  |                                                  |                                                  |                                                  |                                                  |                                                  |                 |                 |                                                                       |                                                             |                                                             |                                                             |                                                             |                                                             |                                                               |                                                               |                                                               |                                                               |                                                               |                                                               |                              |                              |                              |                              |                              |                              |  |  |  |  |  |  |  |  |
|  |  |  |  |  |  |                                                                    |                                                                    |                                                                    |                                                                    |                                                                    |                                                                    | Joan I d'Armanyac comte d'Armanyac, de Fesenzac i de Rodés *1305 †1373          | Joan I d'Armanyac comte d'Armanyac, de Fesenzac i de Rodés *1305 †1373          | Joan I d'Armanyac comte d'Armanyac, de Fesenzac i de Rodés *1305 †1373          | Joan I d'Armanyac comte d'Armanyac, de Fesenzac i de Rodés *1305 †1373          | Joan I d'Armanyac comte d'Armanyac, de Fesenzac i de Rodés *1305 †1373          | Joan I d'Armanyac comte d'Armanyac, de Fesenzac i de Rodés *1305 †1373          |                                                  |                                                  |                                                  |                                                  |                                                  |                                                  |                 |                 |                                                                       |                                                             |                                                             |                                                             |                                                             |                                                             | 2 Beatriu de Clermont comtessa de Charolais *1310 =1327 †1364 | 2 Beatriu de Clermont comtessa de Charolais *1310 =1327 †1364 | 2 Beatriu de Clermont comtessa de Charolais *1310 =1327 †1364 | 2 Beatriu de Clermont comtessa de Charolais *1310 =1327 †1364 | 2 Beatriu de Clermont comtessa de Charolais *1310 =1327 †1364 | 2 Beatriu de Clermont comtessa de Charolais *1310 =1327 †1364 |                              |                              |                              |                              |                              |                              |  |  |  |  |  |  |  |  |
|  |  |  |  |  |  |                                                                    |                                                                    |                                                                    |                                                                    |                                                                    |                                                                    | Joan I d'Armanyac comte d'Armanyac, de Fesenzac i de Rodés *1305 †1373          | Joan I d'Armanyac comte d'Armanyac, de Fesenzac i de Rodés *1305 †1373          | Joan I d'Armanyac comte d'Armanyac, de Fesenzac i de Rodés *1305 †1373          | Joan I d'Armanyac comte d'Armanyac, de Fesenzac i de Rodés *1305 †1373          | Joan I d'Armanyac comte d'Armanyac, de Fesenzac i de Rodés *1305 †1373          | Joan I d'Armanyac comte d'Armanyac, de Fesenzac i de Rodés *1305 †1373          |                                                  |                                                  |                                                  |                                                  |                                                  |                                                  |                 |                 |                                                                       |                                                             |                                                             |                                                             |                                                             |                                                             | 2 Beatriu de Clermont comtessa de Charolais *1310 =1327 †1364 | 2 Beatriu de Clermont comtessa de Charolais *1310 =1327 †1364 | 2 Beatriu de Clermont comtessa de Charolais *1310 =1327 †1364 | 2 Beatriu de Clermont comtessa de Charolais *1310 =1327 †1364 | 2 Beatriu de Clermont comtessa de Charolais *1310 =1327 †1364 | 2 Beatriu de Clermont comtessa de Charolais *1310 =1327 †1364 |                              |                              |                              |                              |                              |                              |  |  |  |  |  |  |  |  |
|  |  |  |  |  |  |                                                                    |                                                                    |                                                                    |                                                                    |                                                                    |                                                                    |                                                                                 |                                                                                 |                                                                                 |                                                                                 |                                                                                 |                                                                                 |                                                  |                                                  |                                                  |                                                  |                                                  |                                                  |                 |                 |                                                                       |                                                             |                                                             |                                                             |                                                             |                                                             |                                                               |                                                               |                                                               |                                                               |                                                               |                                                               |                              |                              |                              |                              |                              |                              |  |  |  |  |  |  |  |  |
|  |  |  |  |  |  |                                                                    |                                                                    |                                                                    |                                                                    |                                                                    |                                                                    |                                                                                 |                                                                                 |                                                                                 |                                                                                 |                                                                                 |                                                                                 |                                                  |                                                  |                                                  |                                                  |                                                  |                                                  |                 |                 |                                                                       |                                                             |                                                             |                                                             |                                                             |                                                             |                                                               |                                                               |                                                               |                                                               |                                                               |                                                               |                              |                              |                              |                              |                              |                              |  |  |  |  |  |  |  |  |
|  |  |  |  |  |  |                                                                    |                                                                    |                                                                    |                                                                    |                                                                    |                                                                    | Joan II d'Armanyac comte d'Armanyac, de Fesenzac, de Rodés i de Charolais †1384 | Joan II d'Armanyac comte d'Armanyac, de Fesenzac, de Rodés i de Charolais †1384 | Joan II d'Armanyac comte d'Armanyac, de Fesenzac, de Rodés i de Charolais †1384 | Joan II d'Armanyac comte d'Armanyac, de Fesenzac, de Rodés i de Charolais †1384 | Joan II d'Armanyac comte d'Armanyac, de Fesenzac, de Rodés i de Charolais †1384 | Joan II d'Armanyac comte d'Armanyac, de Fesenzac, de Rodés i de Charolais †1384 |                                                  |                                                  |                                                  |                                                  | Mata d'Armanyac                                  | Mata d'Armanyac                                  | Mata d'Armanyac | Mata d'Armanyac | Mata d'Armanyac                                                       | Mata d'Armanyac                                             |                                                             |                                                             | Joana d'Armanyac †1388                                      | Joana d'Armanyac †1388                                      | Joana d'Armanyac †1388                                        | Joana d'Armanyac †1388                                        | Joana d'Armanyac †1388                                        | Joana d'Armanyac †1388                                        |                                                               |                                                               | Joan de França duc de Berri  | Joan de França duc de Berri  | Joan de França duc de Berri  | Joan de França duc de Berri  | Joan de França duc de Berri  | Joan de França duc de Berri  |  |  |  |  |  |  |  |  |
|  |  |  |  |  |  |                                                                    |                                                                    |                                                                    |                                                                    |                                                                    |                                                                    | Joan II d'Armanyac comte d'Armanyac, de Fesenzac, de Rodés i de Charolais †1384 | Joan II d'Armanyac comte d'Armanyac, de Fesenzac, de Rodés i de Charolais †1384 | Joan II d'Armanyac comte d'Armanyac, de Fesenzac, de Rodés i de Charolais †1384 | Joan II d'Armanyac comte d'Armanyac, de Fesenzac, de Rodés i de Charolais †1384 | Joan II d'Armanyac comte d'Armanyac, de Fesenzac, de Rodés i de Charolais †1384 | Joan II d'Armanyac comte d'Armanyac, de Fesenzac, de Rodés i de Charolais †1384 |                                                  |                                                  |                                                  |                                                  | Mata d'Armanyac                                  | Mata d'Armanyac                                  | Mata d'Armanyac | Mata d'Armanyac | Mata d'Armanyac                                                       | Mata d'Armanyac                                             |                                                             |                                                             | Joana d'Armanyac †1388                                      | Joana d'Armanyac †1388                                      | Joana d'Armanyac †1388                                        | Joana d'Armanyac †1388                                        | Joana d'Armanyac †1388                                        | Joana d'Armanyac †1388                                        |                                                               |                                                               | Joan de França duc de Berri  | Joan de França duc de Berri  | Joan de França duc de Berri  | Joan de França duc de Berri  | Joan de França duc de Berri  | Joan de França duc de Berri  |  |  |  |  |  |  |  |  |

Armes dels comtes d'Armanyac i de Rodés

El 1370 es frustrà, per raons que es desconeixen, un projecte de matrimoni amb el comte Pere II d'Alençon. En aquests anys, Pere III el Cerimoniós cercava una aliança amb el rei de França per prevenir una nova guerra amb Castella, ara governada per Enric de Trastàmara. El 1370 negocià el matrimoni del seu hereu, Joan, duc de Girona, amb Joana de França, filla de Felip VI de França, però el projecte fracassà per la mort de la princesa durant el viatge cap a Barcelona (Besiers, 1371). Per altra banda, Enric de Trastàmara esdevenia un aliat necessari per a Carles V de França (que l'havia ajudat a obtenir el tron castellà), com es demostrà amb el triomf de la seva armada contra l'anglesa a la batalla de la Rochelle (juny de 1372).
En aquest context, el comte Joan I d'Armanyac, un dels principals senyors feudals d'Occitània i, sobretot, un vassall lliure del rei de França, apareixia, als ulls del rei Pere i tot i que havien estat enemics durant la Guerra dels dos Peres, com una bona assegurança contra el perill castellà. Per al comte d'Armanyac suposava reforçar la seva posició a Occitània i a França, i obtenir un bon aliat contra el seu rival, el comte de Foix. Les negociacions s'iniciaren l'estiu de 1372 i el contracte matrimonial de Mata i Joan fou signat el 27 de març de 1373. El dot ascendia a l'astronòmica xifra de 150.000 lliures torneses, l'obtenció de les quals no fou fàcil per al comte i menys encara per als seus vassalls. Mata fou rebuda amb gran solemnitat a la frontera, a Salses, per l'infant Martí, d'acord amb un cerimonial curosament preparat per Pere III.
El matrimoni amb l'infant primogènit Joan d'Aragó, duc de Girona i comte de Cervera, fou celebrat per l'arquebisbe de Tarragona el 24 d'abril de 1373 a la catedral de Barcelona. D'aquest matrimoni nasqueren:
- l'infant Jaume d'Aragó (1374).
- la infanta Joana d'Aragó (1375-1407), casada el 1392 amb Mateu I de Foix, comte de Foix.
- l'infant Joan d'Aragó (1376).
- l'infant Alfons d'Aragó (1377).
- la infanta Elionor d'Aragó (1378).

## Duquessa de Girona
Mata tenia un caràcter tranquil i conciliador, trets que li garantiren una bona integració a la nova família i al nou país. Exercí una influència moderadora en Joan, que tenia un caràcter força oposat i que l'aprecià profundament. També es va saber guanyar el sogre, Pere III, que la tractà amb gran afecte, i en general tots els membres de la família reial. Elionor de Sicília l'acollí com a filla pròpia i Sibil·la de Fortià hi mantingué una relació cordial, tot i l'actitud de Joan envers la seva madrastra. La Crònica de Pere el Cerimoniós (apèndix) li dedica un notable elogi:
| « | Fem prendre per muller al dit nostre primogènit, duc Joan de Gerona, la filla del comte d'Armanyac apellada Mata, molt bona e honesta dona, de la qual procreà una filla, apellada Joana; la qual duquessa, nora nostra, visqué poc temps, la qual, per sa bondat, fo molt planta per Nós e per la terra | » |

D'acord amb Pere el Cerimoniós, Mata aconseguí l'aliança del seu germà, el comte Joan II d'Armanyac, contra Jaume III de Mallorca. Igualment, els seus dots diplomàtics foren essencials per acabar, si més no temporalment, amb la guerra de bàndols que assolava València entre els Centelles i els Vilaragut. La seva intervenció aconseguí la formalització d'una pau el 1377.
Feu valdre les seves influències a Occitània a favor de Francesc Eiximenis, que poc després obtingué el doctorat en teologia a Tolosa.
Tot i els recursos limitats de què disposava, mantingué una cort fastuosa i a la seva taula mai no mancaren delicioses menges, sobretot el peix i el marisc de l'Empordà.

## Mort i enterrament
Mata morí a Saragossa el 13 de juliol de 1378 i fou enterrada al convent de Sant Francesc (Framenors) de la ciutat.
El 1381 les seves despulles foren traslladades al monestir de Poblet. Tot i que mai no arribà a ser reina, per desig de Joan I fou enterrada al panteó reial, al mateix sepulcre del rei, amb una bella figura jacent amb una garlanda de roses al cap i que sosté una corona reial sobre el pit, obra de Jordi de Déu. Destruït aquest sepulcre, com tots els altres panteons reials de Poblet, el 1835, les seves despulles foren traslladades (1837) a l'església de l'Espluga de Francolí i, més tard, a la catedral de Tarragona. Tornaren a Poblet el 1952, per ser col·locades als nous sepulcres reconstruïts per Frederic Marès.